# クラダリング

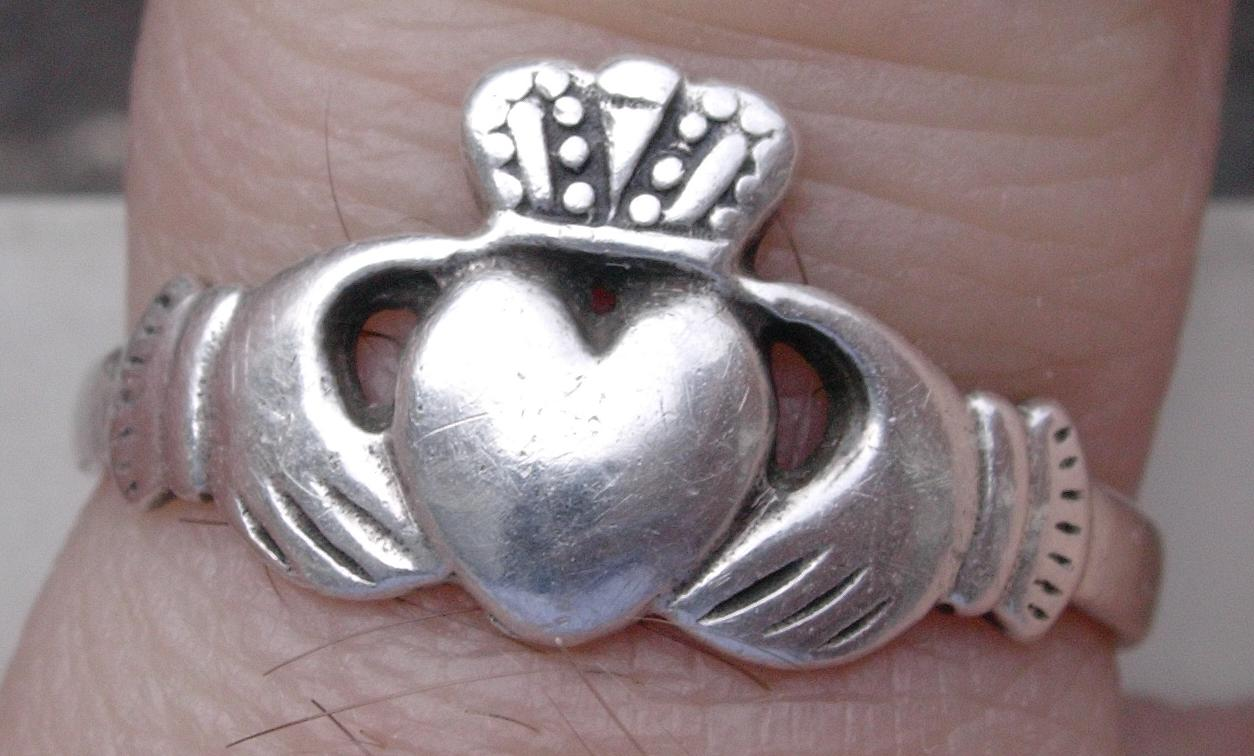
クラダリング

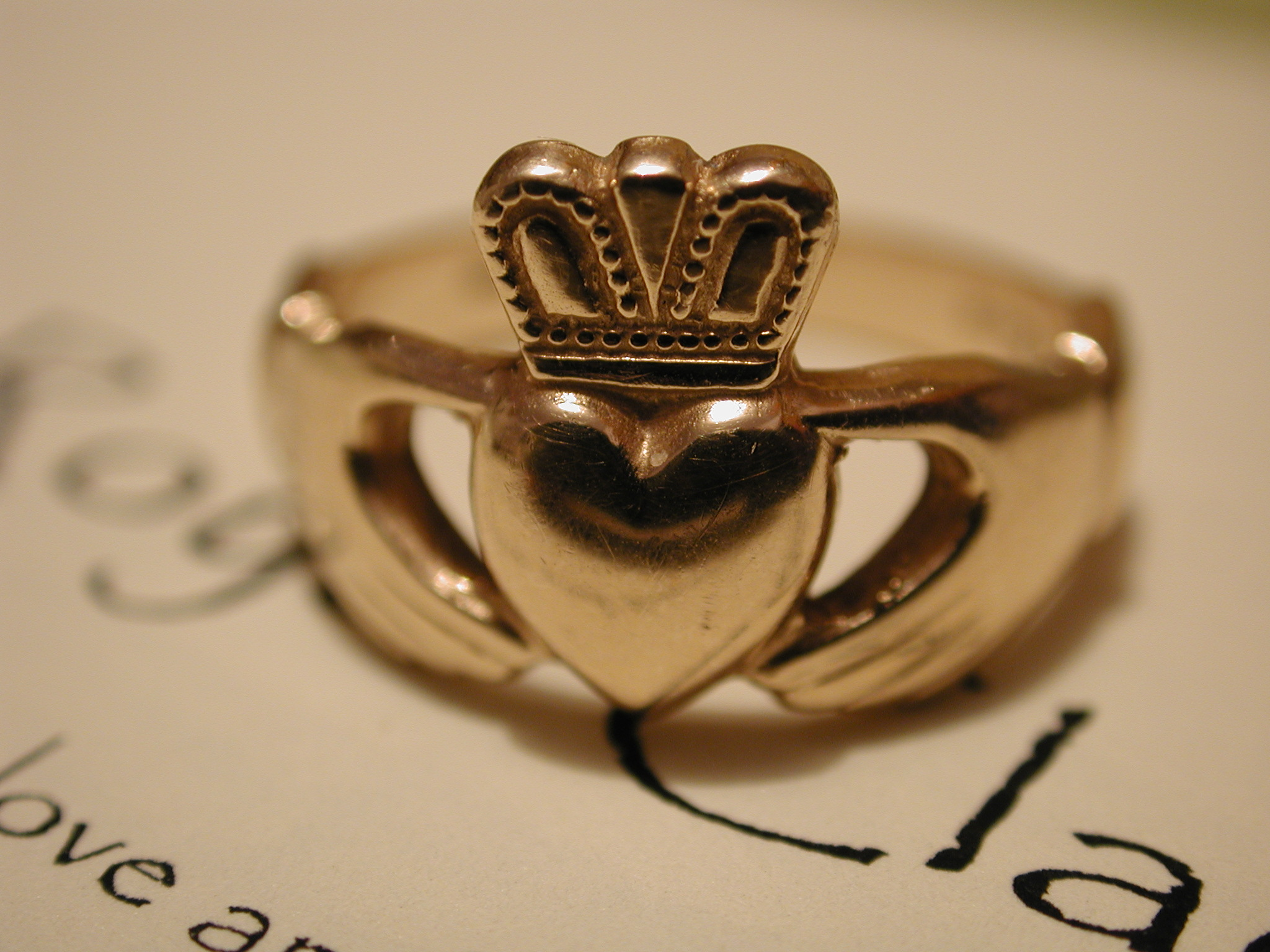

クラダリング（Claddagh Ring、クラダーリングやクラダックーリングとも）とは、アイルランドの伝統的工芸品の指輪である。

## 概要
伝承（複数あるうちの一説）では、アイルランド西部クラダ村出身のリチャード・ジョイスが、海賊に拉致され奴隷としてアルジェリアに売られ、のちウィリアム3世によって救出されたときにその感謝の気持ちを込めて、アルジェリアで仕込まれた金細工の技で作成、献上したとされる。
モットー“Let Love and Friendship Reign.”（愛と友情に支配させよ）にちなみ、両手で囲まれ王冠が載ったハートというデザインを基本とする。ハートは「愛」、両手は「友情」、王冠は「忠誠」を表すとされる。
指輪の着ける向きや指によって込められた意味が異なり、右手の薬指に倒立につけると「恋人募集中」を意味し、左手の薬指に正立につけると、「恋人がいる」、あるいは「既婚者」であることをあらわす。紹介しているサイトによっては嵌める指が特定されておらず、“意味が変わるのはハートの状態とつける手が変わった場合のみ”としているところもある。

## 知名度
アイルランドを訪れたスウェーデン初の女性王位継承者であるヴィクトリア王女が身につけたことがきっかけとなり、世界中にその名が広まった。アイルランド国内やアイルランド系アメリカ人の間ではポピュラーなアクセサリーであり、ハリウッド映画にも登場することがある。